# ウィリアム・スワード

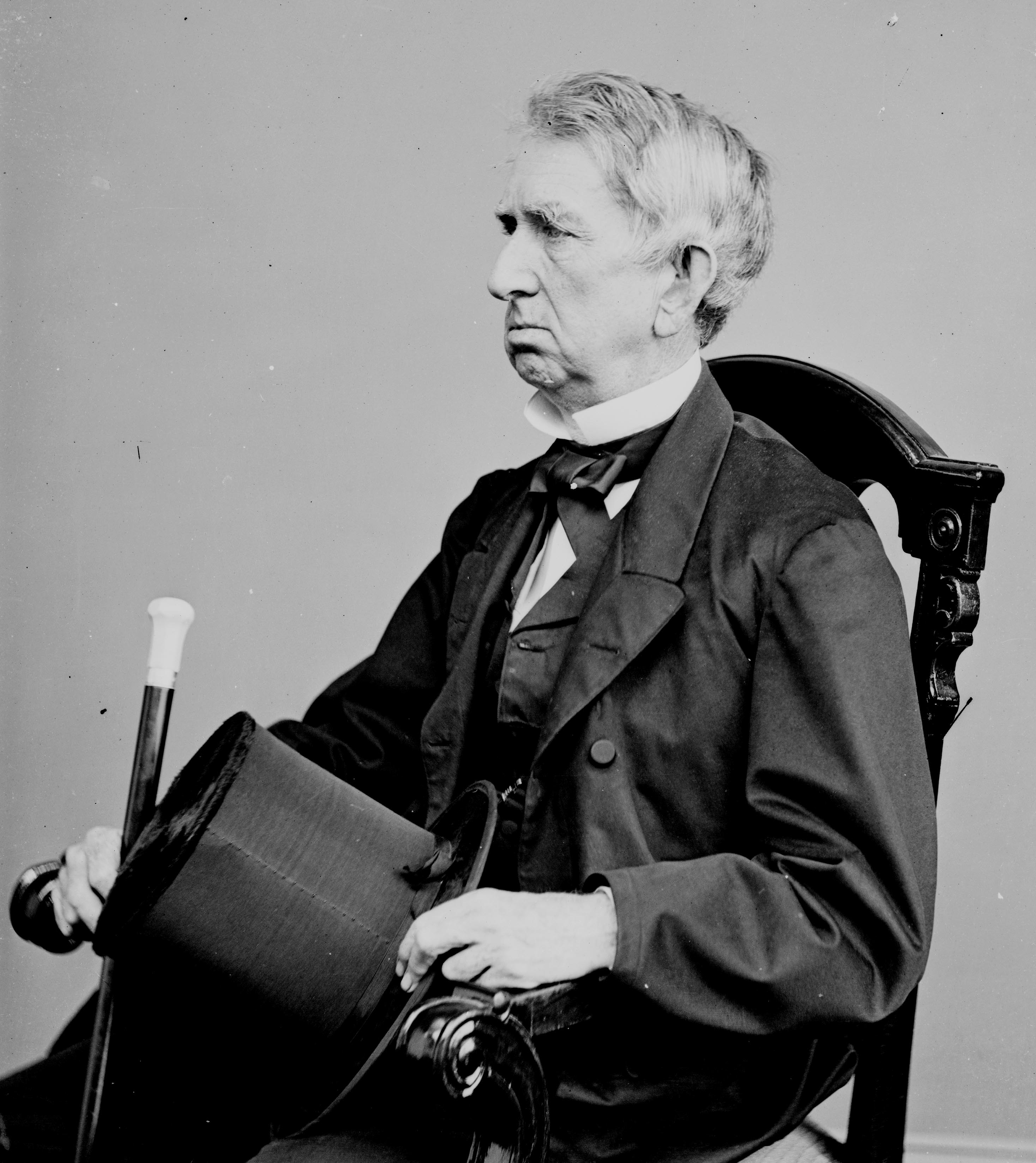
ウィリアム・スワード

ウィリアム・ヘンリー・スワード（英：William Henry Seward, Sr. [ˈsuːərd]、1801年5月16日 - 1872年10月10日）は、アメリカ合衆国ニューヨーク州出身の政治家である。ニューヨーク州知事とアメリカ合衆国上院議員を務め、エイブラハム・リンカーンとアンドリュー・ジョンソン両大統領の下で国務長官を務めた。

## 生涯

### 生い立ちと初期の経歴
スワードはニューヨーク州オレンジ郡フロリダ村で生まれた。父親はサミュエル・スウィージー・スワード (1768-1849)、母親はメアリー・ジェニングス・スワード (1769-1844)であった。
スワードはユニオン・カレッジで法学を学び、1820年に優秀な成績で卒業した。1821年にフランシス・アデライン・ミラーと出会い、1824年10月20日に結婚した。夫妻には5人の子供が生まれた。
- オーガスタス・ヘンリー・スワード (1826-1876)
- フレデリック・ウィリアム・スワード (1830-1915)
- コーネリア・スワード(1836-1837)
- ウィリアム・ヘンリー・スワード・ジュニア (1839-1920)
- フランシス・アデライン・"ファニー"スワード (1844-1866)

妻の死んだ数年後の1870年、スワードは21歳で早世した長女ファニーの親友であり、家族ぐるみの付き合いがある友人のリスレー夫婦の娘であるオリーブ・リスレー・スワード (1841-1908)を養女にした。スワードは聡明で性格の良いオリーブを後妻に迎えたかったが、オリーブの両親からスワードとオリーブは親子ほどの年齢差もあり、世間からは結婚すれば大きなスキャンダルになるはずだと反対され、両家は苦肉の策としての養子縁組をすることを選んだ。一方、スワードの息子達は亡き妹の親友で良家の令嬢であるオリーブに好意を示しており、二人の交際には大きな反対をしなかった。(オリーブはスワードの死後、スワードの息子達と遺産相続で揉める事もなく相応の遺産を貰い実家に戻り、再婚もせず生涯を終えた)
スワードは若い時から奴隷制に激しく反対した。奴隷制の拡張に反対し、南部の州が逃亡奴隷を逃がすようにした者達を引き渡すよう要求していたことに抵抗した。スワードの見解はジョージア州で働いていた時に目撃した奴隷制の現状によって一部形成されていた。スワードは次にニューヨーク州のフロリダとゴーシェンで法律を研究し、オーバーンにいた義父イライジャ・ミラー判事の実務に加わった。29歳のときに、ホイッグ党からニューヨーク州上院に反メイソンの立場で立候補し、当選したので、政治家になるために法律実務は中断した。さらに1838年、ニューヨーク州知事に選ばれ、1842年までの2期を務めた。スワードは州上院議員および州知事として、進歩的な政策を推進した。その中には刑務所の改善、教育費予算の増加、移民にたいして母国語で教える学校や元々の宗教の会員が教える学校のアイデアなどがあった。
1846年、スワードは2つの事件でどちらもアフリカ系アメリカ人が殺人で告発されている事件の弁護を引き受けた時に、故郷での論争の真っ只中に入った。1件はヘンリー・ワイアットが知人を刺殺したものであり、もう1件はウィリアム・フリーマンが刑務所から出所後に1軒の家に押し入り4人を刺して殺したものだった（4人のうちの1人について、フリーマンは自分に対する嘘の証言をしたと思い込んでいた）。どちらの事件も被告人は精神的に病んでおり、刑務所で激しい虐待を受けていた。スワードは長い間刑務所の改善と精神障害者の待遇改善に取り組んできており、比較的新しい精神病を理由にした弁護法を使って刑の執行を免れようとした。精神疾患のある被告に人種差別的意味合いが強い裁判でスワードは次のように訴えた。
囚人の肌の色、およびその姿形は、下方に働く精神的に不滅の心に印象付けられはしない。人間の自尊心にも拘らず、彼は今も貴方の兄弟であり私の兄弟である。その姿と色において彼の父なる神に受け入れられ認められる、それは貴方の神であり私の神である。さらに我々と等しく我々人類の誇り高き遺産を持っている。それは我々の造り主の想い描くものである。彼を抱きしめそして人間であると。
後にスワードはフリーマンの義兄弟をその雄弁さ故に誉めて言葉を引用した。
「彼らが現在のウィリアム・フリーマンを凶暴な獣にした。彼らは凶暴な獣以外我々を他の何者にもしなかった。しかし我々が彼らの法律を犯したとき、彼らは我々が人であるかのように罰しようとする。」
結局2人に有罪判決が下され、ワイアットは絞首刑になり、フリーマンはスワードが活発に抗議している間に獄死した。

### 合衆国への奉仕

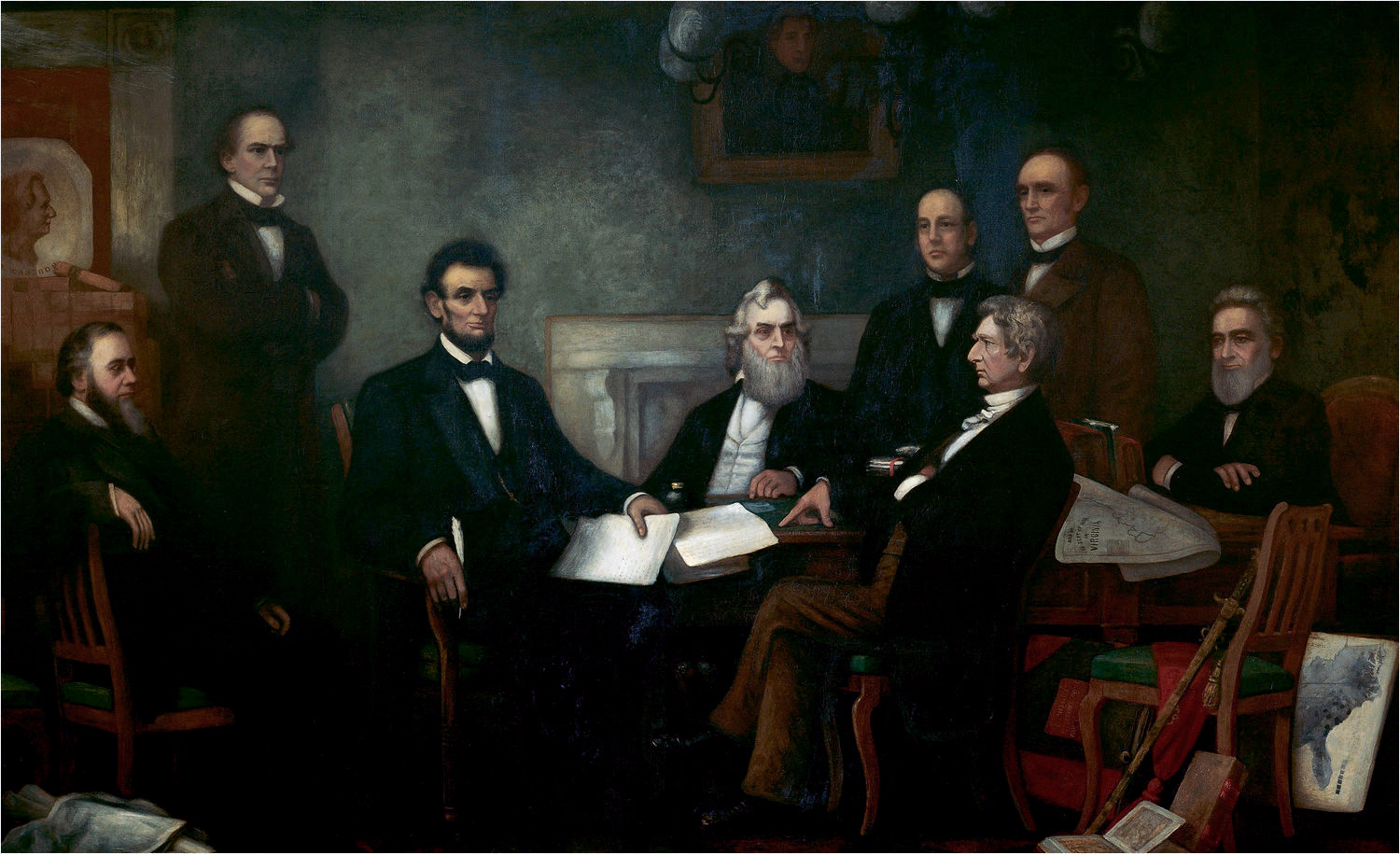
リンカーンが閣議を開き奴隷解放宣言の草稿を初めて読み上げているところ。前列右から2人目がスワード。

1849年、スワードはホイッグ党からアメリカ合衆国上院議員に当選し、反奴隷制を掲げる指導者として頭角を現した。ホイッグ党員仲間としてスワードはザカリー・テイラーの友人であり、テイラーが大統領選に出馬したときは、「彼は最も紳士的で親しみやすい男だ」と言って支援した。スワードは逃亡奴隷法に反対し、法廷では逃亡奴隷を弁護した。スワードは憲法よりも「高次の法」があると信じ奴隷制は道徳的に誤りであると主張した。この論理を逃亡奴隷の弁護や個人的自由の諸法の支持を正当化する材料として使った。1850年、スワードは1850年協定に反対票を投じ、もし奴隷制が廃止されないならばアメリカは内戦に巻き込まれるという演説を行った。スワードはその後も10年間この見解を主張し続けた。自分自身を奴隷勢力の指導的敵対者として表現していた。奴隷勢力は南部の奴隷所有者が政府を掌握し、自由の進展を妨げようとする陰謀と認識されていた。
ホイッグ党の党勢が衰退するとスワードは1855年に共和党に参入し、ニューヨーク州から再度上院議員に選ばれた。この時までにスワードの意見は中道寄りとなり、急進的共和党員として知られる集団との付き合いが疎遠になっていた。1856年の大統領候補指名ではジョン・フレモントに敗れた。1860年の候補指名は得られると予測していたが、多くの代議員はスワードの急進的な過去が指名を勝ち取ることを妨げるのではないかと恐れた。しかし、ホレイス・グリーリーのような急進派もスワードが保守寄りになったことに怒ってスワードに反対した。ヨーロッパで起きていることを見ると、フレモントにイデオロギー的に近いカール・マルクスがスワードを「共和主義的リシュリュー」やフレモントの大統領への野望を妨げる「共和党のデモステネス」と軽蔑的に見ていた。エイブラハム・リンカーンが指名された時、スワードは忠実に彼を支持し、1860年の秋には西部に長い遊説の旅にでた。
エイブラハム・リンカーンは1861年にスワードを国務長官に指名し、スワードはこの職を1869年まで続けた。国務長官としてのスワードはアメリカ合衆国が西部に拡大すべきと主張した。アラスカ購入の交渉に尽力し、1867年3月30日、586,412平方マイル（1,518,800km2）の土地を720万ドルでロシアから購入した。これはテキサス州の2倍以上の広さにあたる。購入価格は1エーカー（約4000m2）当たり約2セントにしかならなかったが、この辺境の地を購入したことについて大衆からは、「スワードの愚行」とか「スワードの冷蔵庫」とかアンドリュー・ジョンソンの「ホッキョクグマ庭園」などと嘲られた。今日アラスカ州では3月の最後の月曜日を「スワードの日」として購入したことを祝っている。
スワードは他にもデンマーク領ヴァージン諸島とドミニカ共和国のサマナ湾を併合し、またパナマをアメリカの統治下に置く画策をした。しかし、上院はこれらの条約を批准しなかった。

### 暗殺未遂
1865年4月14日、ジョン・ウィルクス・ブースがリンカーンを暗殺したのと同じ夜同じ時間に、ブースの仲間ルイス・パウエルがスワードを暗殺しようとした。スワードの従僕ウィリアム・ベルを「医薬品の配達のために来た」と欺いて邸内に侵入した。スワードは4月5日に馬車の事故に遭って負傷し、養生していた。パウエルが2階に上がろうとすると、長男のフレデリック・ウィリアム・スワードが出てきた。パウエルの行動を不審に思ったフレデリックが父親は眠っているため帰ってほしいとパウエルに伝えると、パウエルは階段を降りるふりをしたが、突然振り向いて突進し、フレデリックの頭に銃をつきつけた。しかし、銃が不発であったため、パウエルはパニックになってフレデリックの頭を銃床で何度もたたきつけた。フレデリックは重傷を負って倒れた。
続いてパウエルはウィリアム・スワードの寝室に跳び込みスワードの顔と首を何度か刃物で刺した。パウエルはスワードの他の子供2人、息子のオーガスタスと娘のファニー、看護兵として勤務していたジョージ・ロビンソン軍曹、およびパウエルが逃げるときに丁度到着した電報配達人エメリック・ハンセルにも傷を負わせた。
スワードが目覚めた時、妻のフランシスがスプーンで紅茶を飲ませようとしていたと報告されている。襲撃の時に、スワードは先の事故に対する手当てのために顎の添え木を着けており（しばしば「首のギプス」と誤って伝えられている）、これで命を奪われずに済んだと言われている。しかし、顔の傷跡は終生残った。この夜の出来事で妻や娘のファニーにショックを与え心配させることになった。妻のフランシスはこの年の6月に死に、ファニーは翌1866年10月に死んだ。
パウエルは翌日逮捕され、1865年7月7日に、リンカーン暗殺計画に加担した他の3人（デイヴィッド・ヘロルド、ジョージ・アッツェロット、メアリー・サラット）と共に処刑された。

### 余生
スワードはユリシーズ・グラントが大統領になると国務長官を辞任した。晩年、スワードは旅行を楽しみ、著作に励んだ。最も有名なのは1870年7月から1871年9月にかけて、14ヶ月と2日で世界一周をしたことである。養女であり、内縁の妻でもあったオリーブ・スワードが同行し、後に旅行記を編集した。横浜港（9月26日）、兵庫港（10月10日）、長崎（10月13日）にも寄港し、10月4日（旧暦9月10日）には沢宣嘉外務卿と会談し、10月9日に明治天皇に謁見した。1872年10月10日、ニューヨーク州オーバーンの自宅で呼吸困難に陥り死んだ。最期の言葉は子供達に宛てたもので、「互いに愛せよ」であった。遺骸はオーバーンのフォートヒル墓地に妻や子供のコーネリアとファニーと共に埋葬された。墓碑銘には「彼は誠実だった」と記されている。
スワードの息子フレデリックが3巻からなるスワードの回想録を編集し出版した。

#### 世界旅行記
スワードの世界旅行回想記に掲載された明治初期の日本

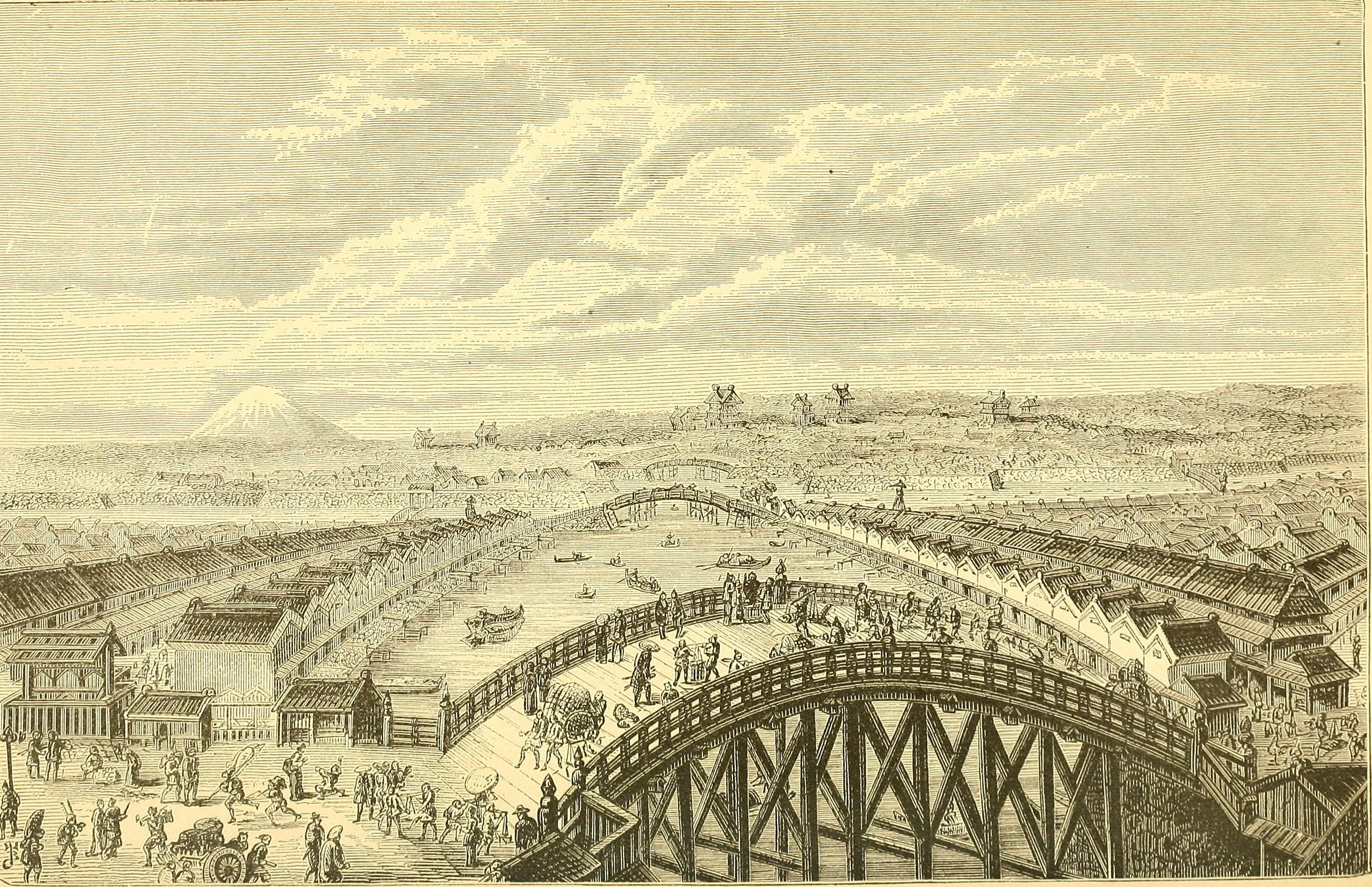
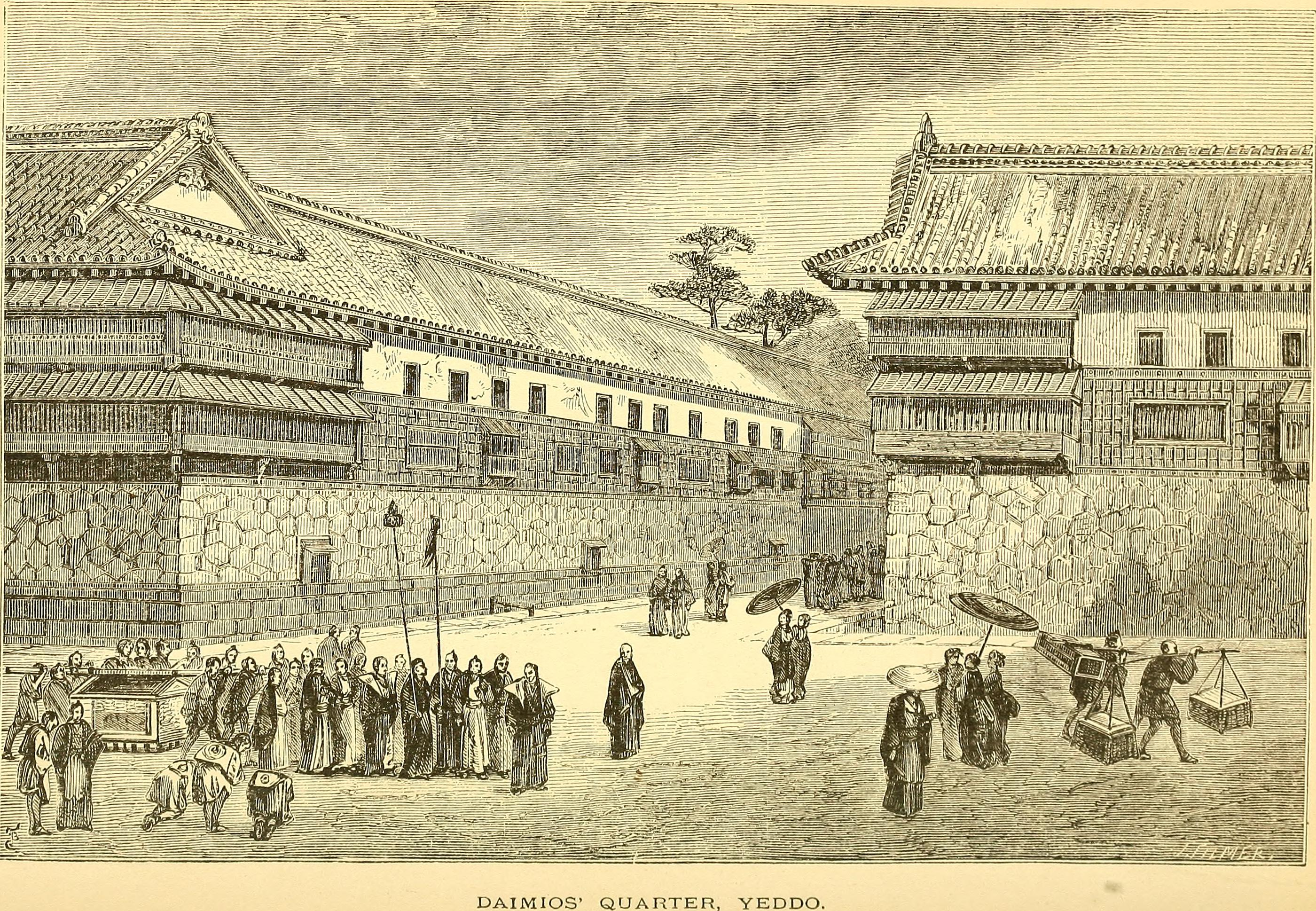
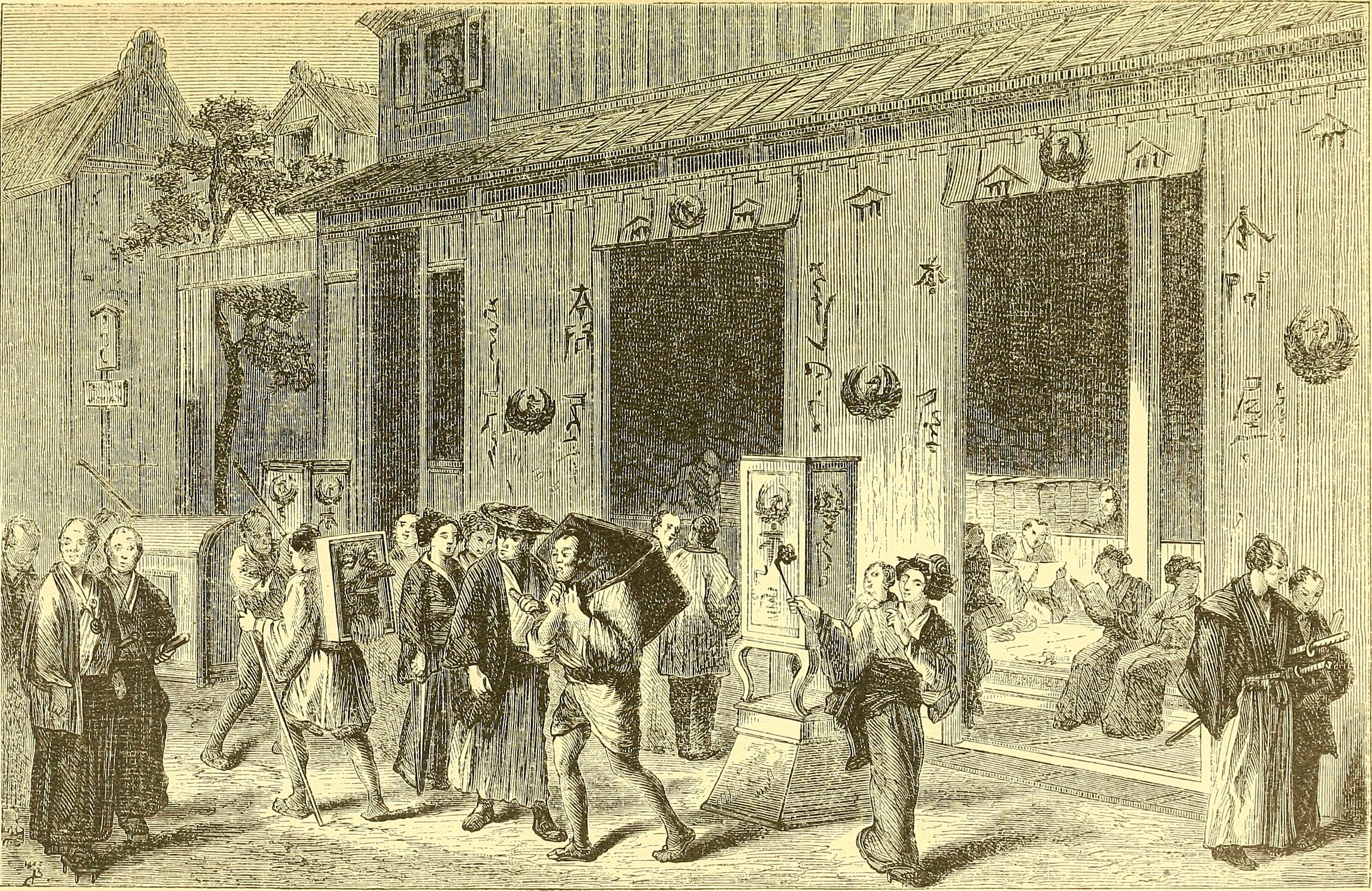
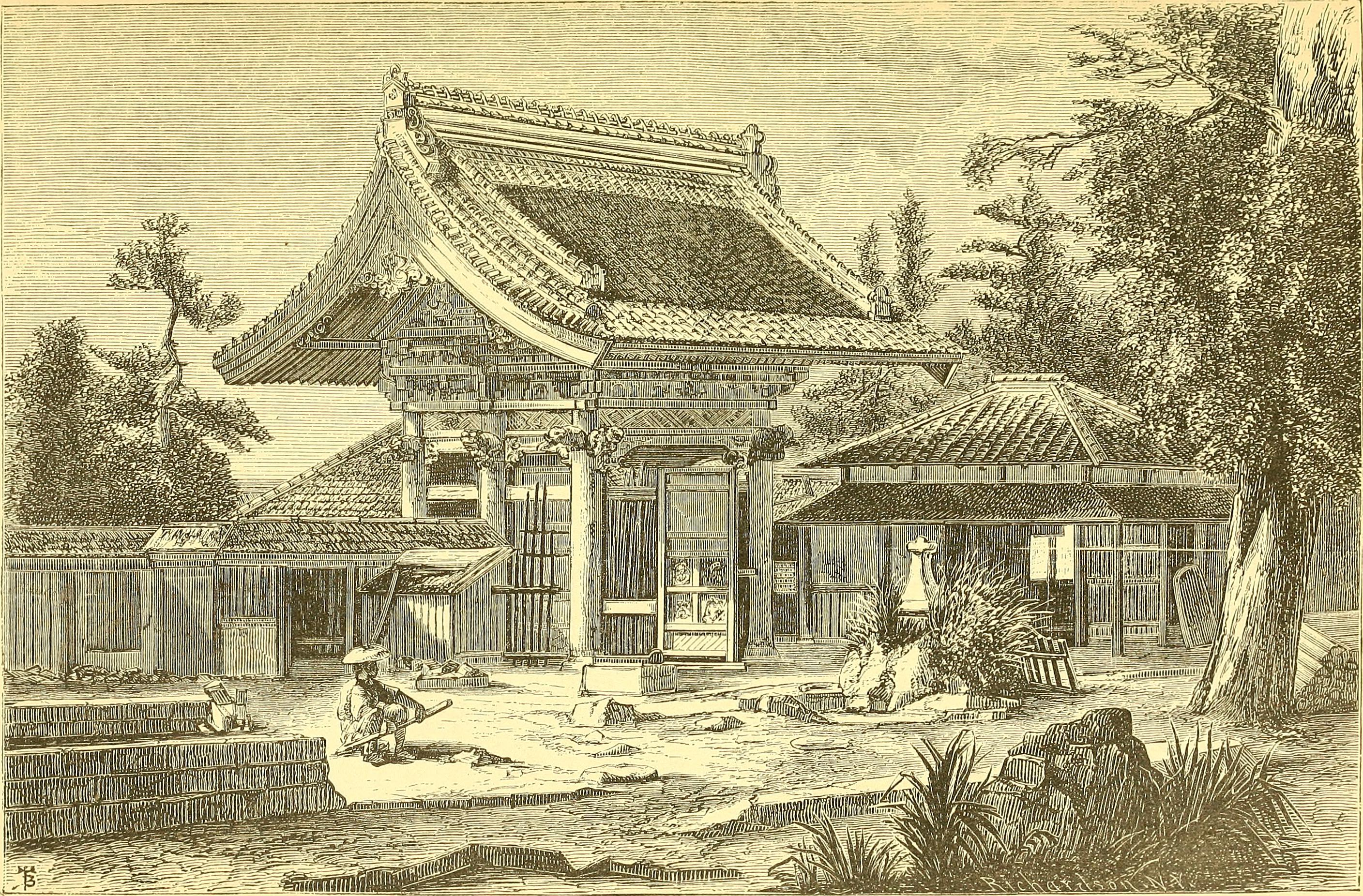
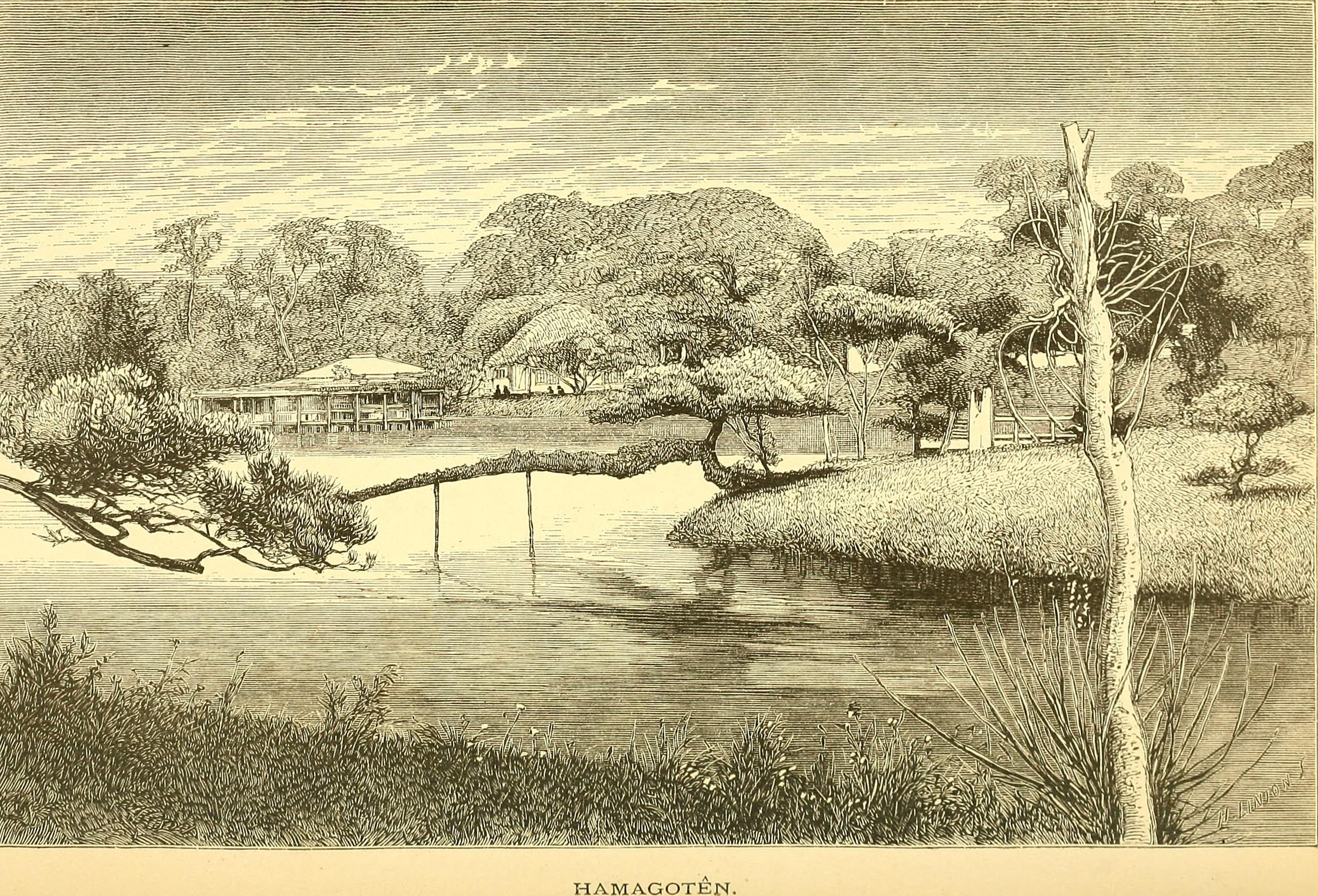
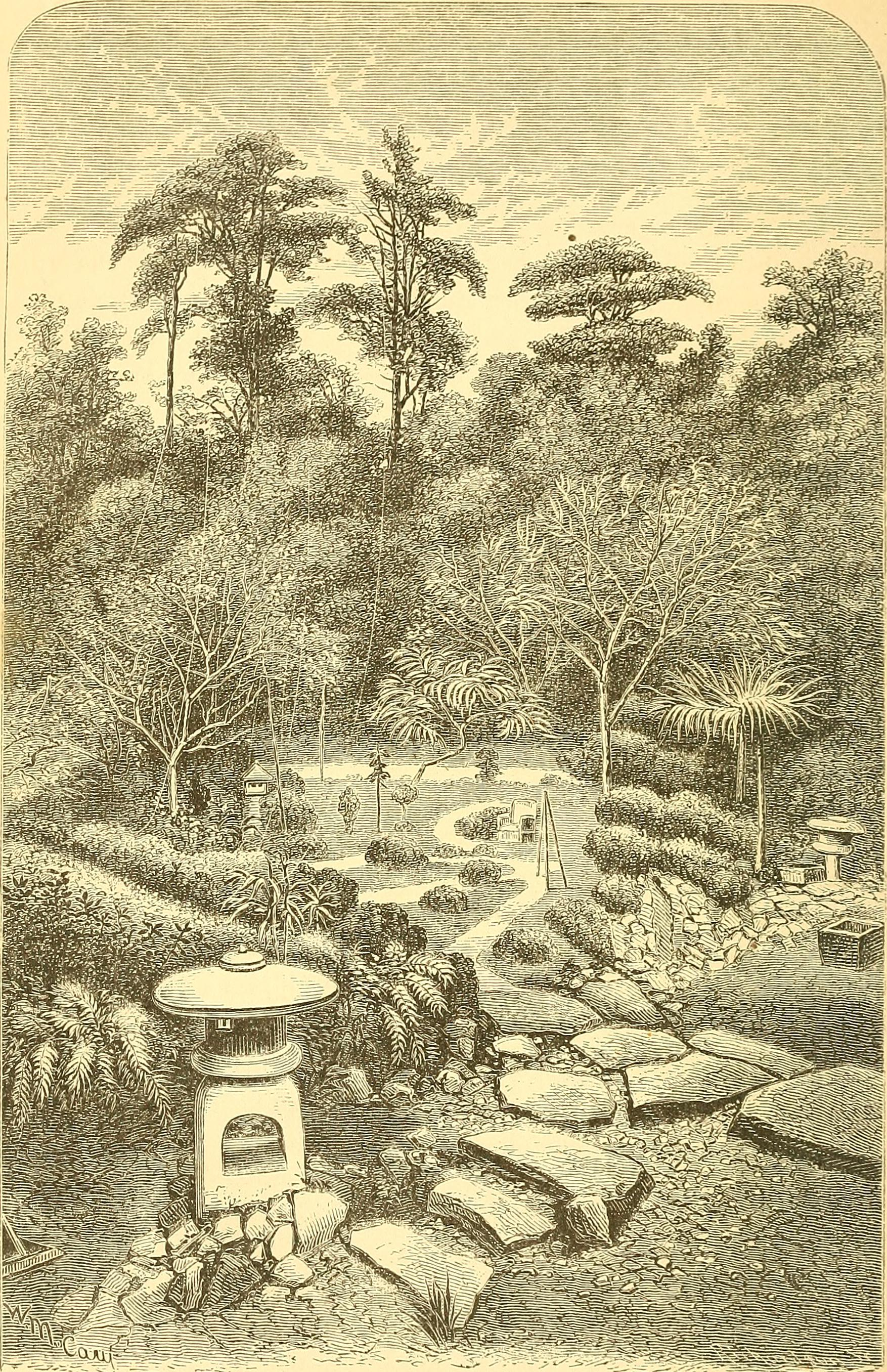
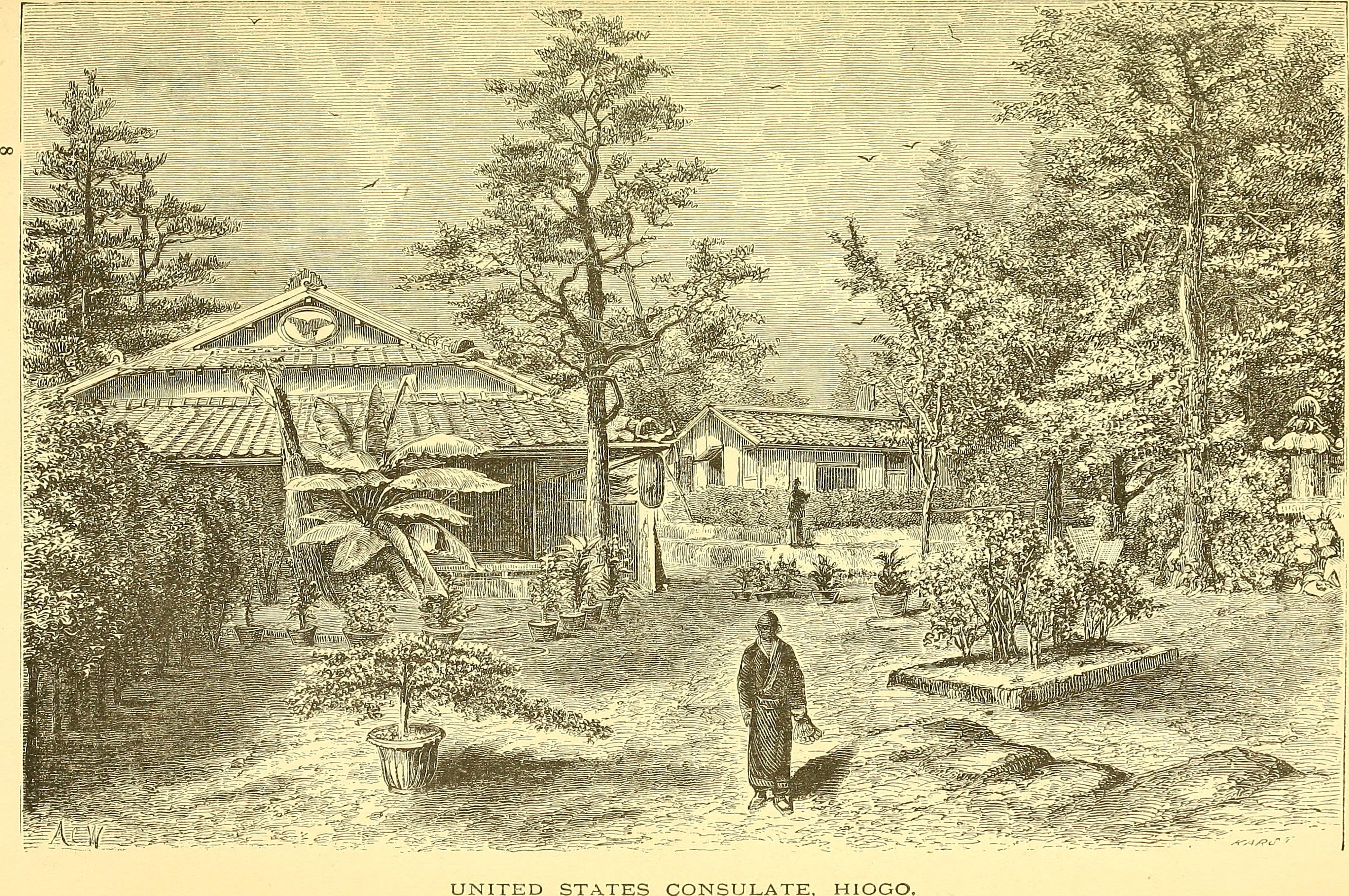
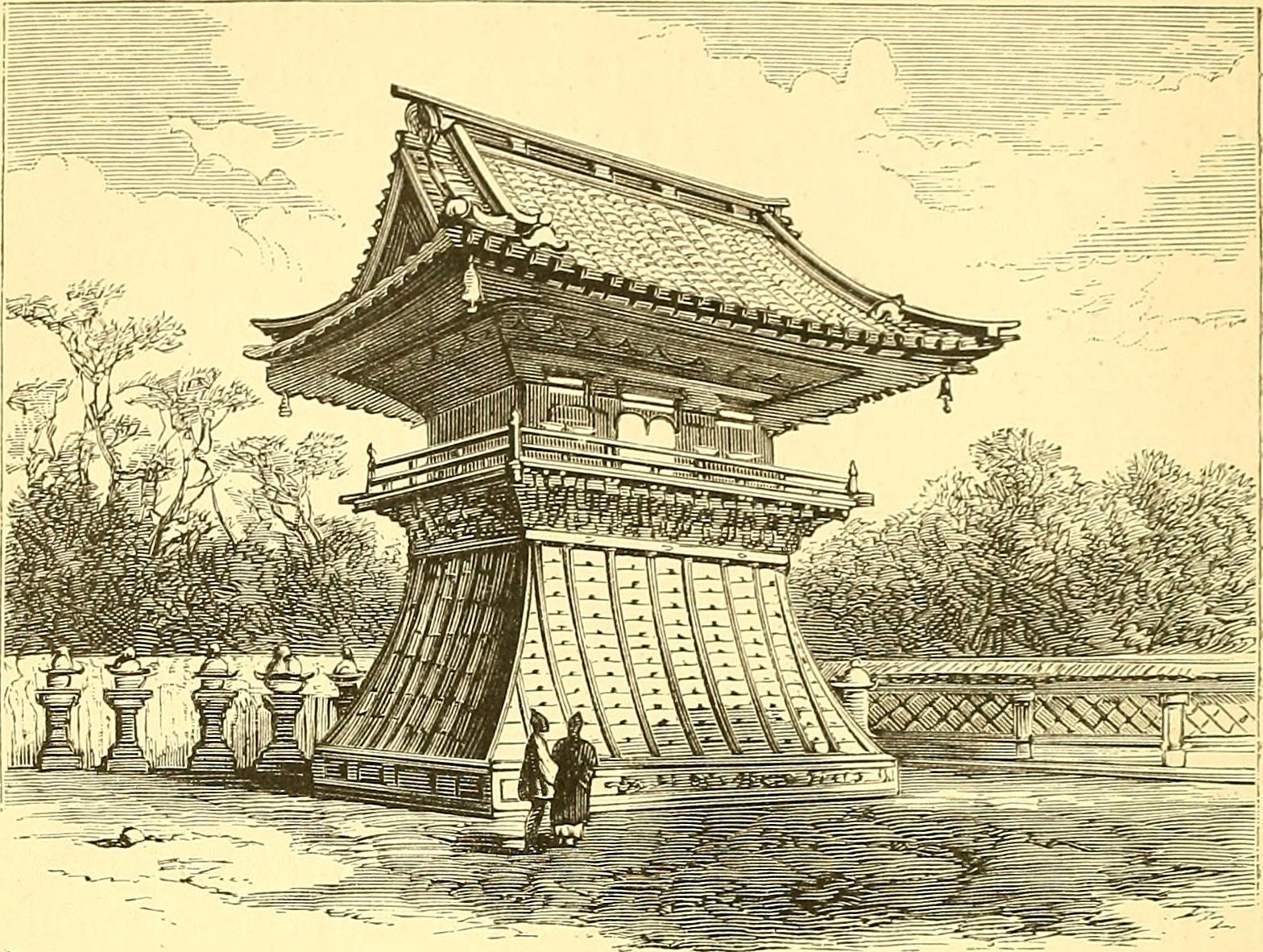

## 遺産

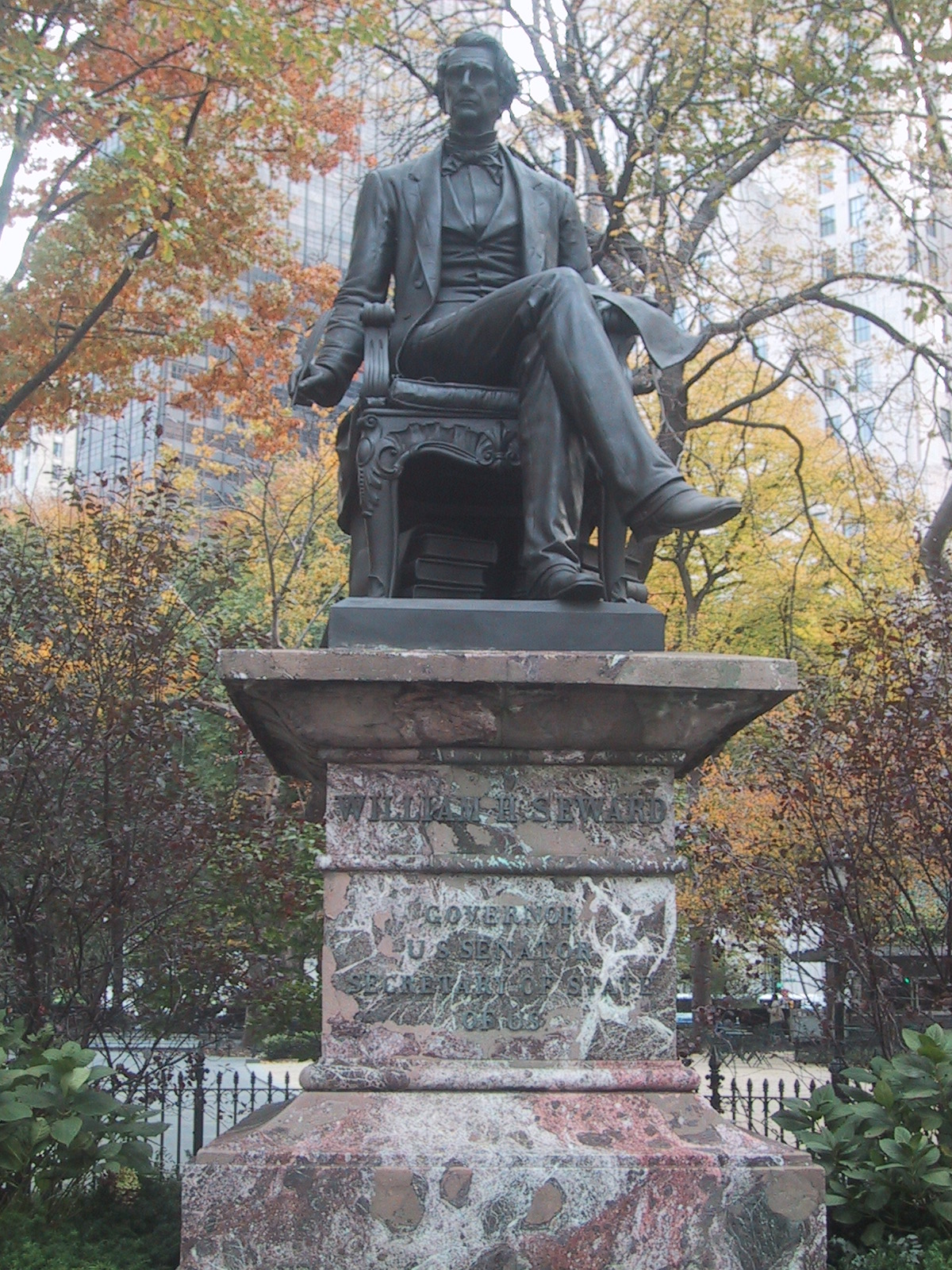
ニューヨーク市のマディソン公園にあるスワードの銅像

- 1981年に発行された50ドル国債、または貨幣国債とも呼ばれる、裏面にスワードの肖像が描かれた。この国債はほとんど残って居らず、オークションに出れば、5万ドルくらいの価格が付く。
- オーバーンのスワードの家は博物館として公開されている。
- オーバーン市内にはスワードの名前を採ったスワード・アヴェニューがある。オーバーンにはスワード家の一員の名前を採った通りが他に3つある。フランシス通り、オーガスタス通り、およびフレデリック通りであり、スワード・アヴェニューと合わせて4つの通りが1つのブロックを構成している。
- ニューヨーク州スケネクタディにもスワード・アヴェニューがある。ユニオン・カレッジのキャンパスの西の境界となっている。
- スワードの出身大学であるユニオン・カレッジには、スワードのトローリーという学内輸送機関がある。この名前は「スワードの愚行」（Seward's Folly）のもじりである。
- オーバーン市は小学校の1つにスワードの名前を付けた。スワードが生まれたフロリダ村には、唯一の高校にスワードの父の名前、サミュエル・スワジー・スワードを付けた。
- ネブラスカ州スワード町、アラスカ州スワード町、およびやはりアラスカ州のスワード半島はスワードに因んで名付けられ、同様にワシントン州シアトルのスワード公園、ワシントンD.C.のスワード・スクエア公園、ニューヨーク州スワード町も名付けられた。
- オーバーン市のスワード公園、ニューヨーク市のマディソン公園およびシアトル市のヴォランティア公園にはスワードの銅像がある。ただし、シアトルの銅像はアラスカを向いている訳ではない。
- 生まれ故郷のフロリダにはスワードの記念碑があり、ダニエル・チェスター・フレンチが制作した胸像が載っている。
- ニューヨーク州のアディロンダック山脈の1つの峰は元上院議員に因んでスワード山(4,361 フィート、1,329 m)と名付けられた。フランクリン郡では最高峰である。
- マンハッタンのローワー・イースト・サイドにあるスワード公園、その横にあるスワード公園住宅会社はスワードに因んで名付けられた。
- 1856年のグアノ島法。アメリカ合衆国市民が、他国の施政権下にない、グアノが堆積した島を占拠した場合、連邦の領土と見なすことができるとした法律。グアノは海鳥の糞からできた肥料。実際に太平洋で多くの島を自国領と宣言した。

## 著作
- Frederick William Seward. Autobiography of William H. Seward from 1801 to 1834: With a memoir of his life, and selections from his letters from 1831 to 1840 (1877)
- Commerce in the Pacific ocean. Speech of William H. Seward, in the Senate of the United States, July 29, 1852 (1852; Digitized page images & text)
- The continental rights and relations of our country. Speech of William Henry Seward, in Senate of the United States, January 26, 1853 (1853; Digitized page images & text)
- The destiny of America. Speech of William H. Seward, at the dedication of Capital University, at Columbus, Ohio, September 14, 1853 (1853; Digitized page images & text)
- Certificate of Exchange (1867; Digitized page images & text)
- Alaska. Speech of William H. Seward at Sitka, August 12, 1869 (1869; Digitized page images & text)
- The Works of William H. Seward.  Edited by George E. Baker.  Volume I of III (1853) online edition
- The Works of William H. Seward.  Edited by George E. Baker.  Volume II of III (1853) online edition
- The Works of William H. Seward: Vol. 5: The diplomatic history of the war for the union..  Edited by George E. Baker.  Volume 5 (1890)